# Fabio Baraldi
Pour les articles homonymes, voir Baraldi.
Fabio Baraldi (né le 21 mars 1990 à Carpi) est un joueur de water-polo italien, avant-centre du Circolo Canottieri Naples.
Il fait partie de l'équipe nationale italienne lors des Championnats du monde de natation 2015 à Kazan.